# Bruno Rizzi (cyclisme)
Pour l'homme politique italien, voir Bruno Rizzi.
Bruno Rizzi est un coureur cycliste italien, né le 3 novembre 1983 à Codogno.

## Palmarès
- 2002
  - 2e de la Coppa Ardigò
- 2004
  - 3e de la Coppa Messapica
  - 3e du Trofeo SC Marcallo con Casone
- 2005
  - 2e du Circuito Guazzorese
- 2006
  - Freccia dei Vini
  - Giro delle Valli Cuneesi :
    - Classement général
    - 4e étape

  - Coppa Papà Espedito
  - 2e du Grand Prix Souvenir Jean-Masse
  - 2e de la Medaglia d'Oro Città di Monza
  - 2e de la Coppa Colli Briantei Internazionale
  - 2e de la Coppa 29 Martiri di Figline di Prato
- 2007
  - Trophée Giacomo Larghi
  - Freccia dei Vini
  - Giro della Valsesia
  - Cronoscalata Gardone Val Trompia-Prati di Caregno
  - Gran Premio Inda
  - Giro delle Valli Cuneesi :
    - Classement général
    - 2e étape

  - 3e du Trophée MP Filtri
- 2010
  - 2e du Tour de Roumanie
  - 3e du Tour de Szeklerland

## Classements mondiaux
| Année           | 2006 | 2007 | 2008 | 2009 | 2010 |
| --------------- | ---- | ---- | ---- | ---- | ---- |
| UCI Europe Tour | 476e | 168e | 496e | 566e | 331e |